# Dirck Jacobsz Lonck
Dirck Jacobsz Lonck (Gouda?, 1536 – aldaar, begraven 1 februari 1615) was een regent in de stad Gouda in de Noordelijke Nederlanden.

## Leven en werk
Lonck werd in 1536 geboren als zoon van Jacob Dirckse Lonck en Hillegondt de Vrije. Hij werd in 1566 lid van de vroedschap van Gouda. Hij zou bijna vijftig jaar zitting hebben in deze vroedschap. In die periode vervulde hij diverse regentenfuncties in Gouda. Hij was meerdere malen schepen en burgemeester. Hij vertegenwoordigde Gouda bij de Raden van Holland in het Zuiderkwartier. Ook was hij baljuw van de landen van Steyn.
Hij was met zijn neef Dirck Jansz Lonck nauw betrokken bij de omwenteling in 1572, waarbij Gouda de kant van de prins van Oranje koos. Zijn zoon Jacob Dirckz Lonck was eveneens lid van de vroedschap en burgemeester van Gouda, maar werd in 1618, als medestander van Van Oldenbarnevelt, door Maurits ontslagen als burgemeester en lid van de Goudse vroedschap. Ook zijn kleinzoon Floris Cant was burgemeester van Gouda en ook hij moest in 1672 het veld ruimen door ingrijpen in de samenstelling van het stadsbestuur door Willem III.
Lonck was getrouwd met Maritgen Thomasdr Puttershouck. Na haar overlijden hertrouwde hij op 25 april 1583 met Elisabeth IJsbrandsdr Hopkooper. Hij overleed in 1615 op omstreeks 79-jarige leeftijd. Hij werd op 1 februari 1615 begraven in de Sint Janskerk te Gouda.